# Fri information
För fri information avseende upphovsrätt, se Fritt innehåll.
Fri information är det fjärde och sista studioalbumet av det svenska rockbandet Hoola Bandoola Band. Det spelades in i augusti 1975 och gavs ut i oktober samma år, på skivbolaget MNW Waxholm. Albumet är bandets första där Björn Afzelius medverkar som låtskrivare. Tidigare hade alla låtar utom en ("Dansmelodi" av Thomas Wiehe) skrivits av Mikael Wiehe.
Fri information såldes i 43 000 exemplar. Omslaget är designat av Blå Tåget-medlemmen Tore Berger.

## Låtlista
Sida ett
1. "Tillbaka (Stures sång)" (Mikael Wiehe) - 4:50
2. "Älska mej, Bill" (Wiehe) - 4:15
3. "Birmingham" (Björn Afzelius) - 4:03
4. "LTO-tango" (Afzelius) - 2:55
5. "Victor Jara" (Wiehe) - 4:30

Sida två
1. "Kvinnoförakt" (Afzelius) - 5:08
2. "Huddinge, Huddinge" (Wiehe) - 4:20
3. "Juanita" (Afzelius) - 4:53
4. "Hur länge skall vi vänta" (Wiehe) - 6:53

## Musiker
- Björn Afzelius - gitarr, bakgrundssång, ledsång (låt 1, 3, 4, 6 och 8)
- Mikael Wiehe - gitarr, saxofon, flöjt, bakgrundssång, ledsång (låt 2, 5, 7 och 9)
- Peter Clemmedson - gitarr, banjo
- Arne Franck - bas
- Povel Randén - piano, gitarr, dragspel, bakgrundssång
- Per-Ove Kellgren - trummor
- Håkan Skytte - slagverk

## Listplaceringar
| Lista (1975) | Topplacering |
| ------------ | ------------ |
| Sverige      | 12           |

### Fotnoter
1. ↑  Svedberg, Örjan (2009). Hoola bandoola: om ett band, en tid, en stad. Stockholm: Ordfront. Libris 11367397. ISBN 9789170372766. https://books.google.se/books?redir_esc=y&hl=sv&id=I6NINkzfORMC&q=fri+information#v=snippet&q=fri%20information&f=false
2. ↑  Listplacering